# FESTin 2024
Das FESTin 2024 war die 15. Ausgabe des FESTin-Filmfestivals (offiziell: FESTin – Festival de Cinema Itinerante da Língua Portuguesa, zu deutsch: Wanderndes Filmfestival der portugiesischen Sprache), ein jährliches Filmfestival für Filme des portugiesischen Sprachraums (Lusophonie).
Es lief vom 2. bis zum 12. Mai 2024 in Lissabon, im Cine Turim, im Auditório Liceu Camões, dem Fórum Lisboa und im Cine Incrível in Almada, am anderen Ufer des Tejo gegenüber Lissabon. 38 Filme aus Portugal, Brasilien, Osttimor, Angola, Mosambik, Kap Verde und Guinea-Bissau wurden gezeigt, die in den vier Wettbewerben Langfilm, Dokumentarfilm, Kurzfilm und Mostra Os Diferentes Sotaques da Lusofonia (portugiesisch für: Filmreihe Die verschiedenen Akzente der Lusophonie). Dazu gab es die traditionellen Filmreihen zum brasilianischen Kino (Mostra Cinema Brasileiro) und zum Kinder- und Jugendfilm (FESTinha), und zusätzlich die Reihe FESTin+ für Senioren.
Das Conexões FESTin, das Treffen von Filmschaffenden und Filminstitutionen aus portugiesischsprachigen Ländern, fand ebenfalls wieder im Rahmen des Festivals statt.
Eröffnungsfilm war Mamonas Assassinas – O Filme des brasilianischen Regisseurs Edson Spinello, über die populäre brasilianische Comedy-Rockband Mamonas Assassinas, deren Mitglieder 1996 bei einem Flugzeugabsturz ums Leben kamen. Auch der Abschlussfilm Mussum – O Filmis des Regisseurs Silvio Guindane behandelt brasilianische Popkultur, mit dem Porträt des brasilianischen Komikers Mussum (1941–1994).
Der wandernde Teil des Festivals fand im September 2023 in Kap Verde und Mosambik, und im Oktober 2023 in Brasilien (Ceará und Rio de Janeiro) statt.

## Preisträger
- Langfilm:
  - Bester Spielfilm (Prémio Pessoa): Mais Pesado é o Céu (Brasilien, Regie: Petrus Cariry)
    - Nennung ehrenhalber: A Festa do Léo (Brasilien, Regie: Luciana Bezerra und Gustavo Melo)
    - Publikumspreis: Na Mata dos Medos (Portugal, Regie: António Borges Correia)

  - Beste Regie (Prémio Pessoa): Petrus Cariry (für Mais Pesado é o Céu, Brasilien)
  - Beste Schauspielerin (Prémio Pessoa): Cintia Rosa (für A Festa do Léo, Brasilien)
  - Bester Schauspieler (Prémio Pessoa): Caco Ciocler (für As Polacas, Brasilien)

- Dokumentarfilm:
  - Bester Dokumentarfilm (Prémio Pessoa): De Longe toda Serra é Azul (Brasilien, Regie: Neto Borges)
    - Nennung ehrenhalber: Rua Aurora – Refúgio de Todos os Mundos (Brasilien, Regie: Camilo Cavalcante)
    - Publikumspreis: Lindo (Portugal/São Tomé und Príncipe, Regie: Margarida Gramaxo)

- Kurzfilm:
  - Bester Kurzfilm (Prémio Pessoa): Joia (Angola, Regie: Jonathan Samukange)
    - Nennung ehrenhalber: Bodas de Ouro (Brasilien, Regie: Liza Gomes)
    - Publikumspreis: Joia (Angola, Regie: Jonathan Samukange)

- Kinder- und Jugendfilm, Publikumspreis: Bonita de Rosto (Brasilien, Regie: Ana Squilanti)
- Mostra Os Diferentes Sotaques da Lusofonia, Bester Film: O Afinador de Silêncios (Portugal, Regie: Mário Patrocínio)